# RJD2
RJD2, właściwie Ramble Jon Krohn (ur. 27 maja 1976 roku w Eugene w stanie Oregon) – amerykański producent i DJ. Przez początkowe lata swojej kariery muzycznej był związany z niezależnym kolektywem z Megahertz (MHz).
W 2000 r. wyprodukował singel rapera Copywrite'a - "Holier Than Thou" wydany nakładem Rawkus Records. W tym samym okresie El-P złożył mu propozycję udziału w inauguracyjnym albumie z okazji działalności wytwórni płytowej Def Jux (później Definitive Jux).
Wiosną 2002 roku ukazał się jego debiutancki producencki album Deadringer nakładem Definitive Jux. Na początku tego samego roku skupił się on nad wspólnym projektem z amerykańskim raperem Blueprintem w ramach działalności grupy Soul Position. Duet opublikował trzy płyty - dwa albumy (8 Million Stories i Things Go Better with RJ and AL) oraz EP-kę Unlimited EP. W 2003 roku RJD2 wypuścił minialbum The Horror, na którym znalazły się utwory przygotowane na Deadringer oraz remiksy. Wiosną 2004 r. ukazała się jego kolejna płyta, Since We Last Spoke.
Kolejnym jego materiałem było Magnificent City (2006), owoc wspólnych sesji nagraniowych producenta z raperem Aceyalone'em. Następnie RJD2 skupił się na wydawnictwach solowych, wydając The Third Hand (2007) i The Colossus (2010). W lutym 2011 roku ukazała się jego kolejna płyta - We Are the Doorways - która została wydana pod pseudonimem The Insane Warrior. Oprócz tego wydawnictwa muzyk zamieszkały obecnie w Filadelfii wypuścił The Glow Remixes EP. Ostatnią z wydanych płyt przez artystę jak do tej pory jest More Is Than Isn't z października 2013 roku. Wszystkie trzy ostatnie projekty muzyczne RJD2 ukazały się nakładem założonej przez niego oficyny wydawniczej RJ's Electrical Connections.

## Dyskografia

### Albumy solowe
- Deadringer (2002)
- Since We Last Spoke (2004)
- The Third Hand (2007)
- The Colossus (2010)
- We Are the Doorways (2011) jako The Insane Warrior
- More Is Than Isn't (2013)

#### Minialbumy
- The Horror (2003)
- The Mashed Up Mixes (2004)
- The Tin Foil Hat (2009)
- The Glow Remixes EP (2011)

### Współpraca
The Dirty Birds
- Pryor Convictions (2000)

Table Scraps
- MHz (2001)

Soul Position
- Unlimited EP (2002)
- 8 Million Stories (2003)
- Things Go Better with RJ and AL (2006)